# Emerson Thome
Emerson Augusto Thome, auch genannt Paredão (* 30. März 1972 in Porto Alegre), ist ein ehemaliger brasilianischer Fußballspieler. Er wurde auf der Position eines Innenverteidigers eingesetzt.

## Karriere
Paredão begann seine Profilaufbahn beim SC Internacional. Bei dem Klub schaffte er 1992 den Sprung in den Profikader. Im selben Jahr gewann er hier die Staatsmeisterschaft von Rio Grande do Sul. Danach wechselte nach Portugal zum Académica de Coimbra. Mit Académica trat er in der Saison 1992/93 in drei Spielen der Segunda Liga an. Bereits ein Jahr später wechselte Paredão innerhalb der Liga zu FC Tirsense. Gleich in seinem ersten Jahr konnte er mit dem Klub die Meisterschaft gewinnen (Anzahl Spiele unbekannt). Dadurch spielte er in seiner zweiten Spielzeit bei dem Klub in der Primeira Liga (30 Spiele, 2 Tore). Aufgrund seiner guten Leistungen wurde er zur Saison 1995/96 von Benfica Lissabon verpflichtet. In dem Jahr gewann Paredão mit Benfica den nationalen Pokal 1996. Da er bei dem Klub über die Rolle eines Reservespielers mit zwölf Spielen (ein Tor) nicht hinauskam, verließ er am Saisonende Benfica. Paredão ging zum FC Alverca, mit welchem er wieder in der Segunda Divisão antrat (16 Spiele, ein Tor).
Im März 1998 wechselte Paredão nach einem erfolgreichen Probetraining nach England zum Sheffield Wednesday. Nach eineinhalb Jahren in der Premier League für Wednesday nahmen er und sein Klub Ende 1999 ein Angebot des FC Chelsea an. Die Ablösesumme betrug 2,7 Millionen Pfund. Bei Chelsea konnte er sich aber nicht gegen die Stamminnenverteidigung Marcel Desailly und Frank Leboeuf durchsetzen. So verließ Paredão nach der Saison 1999/2000 den Klub wieder. Dieses konnte er aber mit zwei Titeln im Gepäck tun, dem FA Cup und dem FA Community Shield. Für eine Ablösesumme von vier Millionen Pfund ging er zum AFC Sunderland. Dieser hatte den Aufstieg in die Premier League 2000/01 erreicht. Am Ende der Saison 2002/03 musste Sunderland als Tabellenletzter absteigen und Paredão verließ den Klub. Er verblieb in der Premier League durch einen abösefreien Wechsel zu den Bolton Wanderers. Weitere Stationen in England wurden Wigan Athletic und Derby County.
2006 verließ Paredão das Land, um sich einer neuen Herausforderung in Japan zu stellen. Er unterzeichnete bei Vissel Kōbe. Mit dem Klub trat er in der J2 League an. Am Ende der Saison 2006 belegte der Klub den dritten Platz. Die anschließende Relegation gegen Avispa Fukuoka konnte der Klub gewinnen und Paredão beschloss seine aktive Laufbahn am Ende der J.League Division 1 2007.

## Weitere Laufbahn
Nach seiner aktiven Laufbahn erwarb Paredão bei der Federação Portuguesa de Futebol die UEFA B Lizenz für Fußballtrainer.
Außerdem ist er als Scout aktiv:
- 2008–2015 – FC Everton
- 2015–2018 – West Ham United
- seit 2018 – RB Leipzig[1]

## Erfolge
Internacional
- Staatsmeisterschaft von Rio Grande do Sul: 1992

Tirsense
- Segunda Liga: 1993/94

Benfica
- Taça de Portugal: 1995/96

Chelsea
- FA Cup: 1999/00
- FA Community Shield: 2000

Bolton Wanderers
- EFL Cup Zweiter: 2003/04

Wigan Athletic
- EFL Cup Zweiter: 2005/06